# モノリスソフト
株式会社モノリスソフト（英: MONOLITH SOFTWARE INC.）は、家庭用ゲームソフトウェアの企画・開発・制作を主な事業内容とする日本の企業。任天堂の連結子会社。

## 概要
杉浦博英、高橋哲哉、本根康之などスクウェア（現：スクウェア・エニックス）に所属していたクリエイターが『ゼノギアス』の続編制作の有無などの経営方針の違いからスクウェアを退社。
1999年10月1日、ナムコ（バンダイナムコゲームスを経て現在のバンダイナムコエンターテインメント）の出資により設立。当初は20名程度の組織であり、スタッフのほとんどが新人であった。
デベロッパーとしてゼノサーガシリーズ、バテン・カイトスシリーズなどを開発した。
2007年5月1日、筆頭株主のバンダイナムコゲームスが保有株式の80%を任天堂に譲渡して、任天堂の子会社となった。
2011年にバンダイナムコゲームスは保有株式の全てを任天堂に譲渡し連結子会社化。同年10月には四条烏丸（京都府京都市）に京都スタジオを設立した。その後も社員の増加に併せ、2017年9月に中目黒GSスタジオ、2018年6月に飯田橋スタジオを、2019年7月には大崎スタジオを設立している。2024年時点での開発拠点は3か所となっている。
2024年12月には任天堂の完全子会社ヘと移行している。

## 沿革
- 1999年（平成11年）10月1日 - 神奈川県横浜市にモノリスソフトを設立。ナムコグループとしてスタート。
- 2002年（平成14年）2月28日 - 『ゼノサーガ エピソードI［力への意志］』を発売。事業所を東京都目黒区にある中目黒ゲートタウンタワーに移転。
- 2007年（平成19年）5月1日 - 任天堂のグループ傘下に入る。
- 2011年（平成23年）10月 - 京都府京都市に京都スタジオを設立。
- 2019年（平成31年）7月 - 東京都品川区の大崎MTビルに大崎スタジオを設立。
- 2022年（令和4年）10月 - 京都スタジオを京都市上下水道局総合庁舎[7]に移転。

## 開発体制
任天堂の子会社になって以降はオリジナル作品の製作と任天堂作品の開発支援を行っている。
2024年時点では以下のチームで開発を行っていることが求人募集などから窺い知れる。
オリジナル作品
- 第一（高橋）プロダクション - 新規RPGプロジェクト
- アクションゲーム開発

任天堂作品の開発支援
- どうぶつの森シリーズ、スプラトゥーンシリーズ、ゼルダの伝説シリーズなど

R&D部門
- 開発ツール等の研究開発

## 開発作品
| 発売年 | 発売日   | タイトル                                                 | プラットフォーム            | 発売元                             | 備考                             |
| ------ | -------- | -------------------------------------------------------- | --------------------------- | ---------------------------------- | -------------------------------- |
| 2002年 | 02月28日 | ゼノサーガ エピソードI［力への意志］                     | PlayStation 2               | ナムコ                             |                                  |
| 2003年 | 11月20日 | ゼノサーガ エピソードI リローデッド                      | PlayStation 2               | ナムコ                             |                                  |
| 2003年 | 12月05日 | バテン・カイトス 終わらない翼と失われた海                | ニンテンドー ゲームキューブ | ナムコ                             | トライクレッシェンドとの共同開発 |
| 2004年 | 04月28日 | ゼノサーガフリークス                                     | PlayStation 2               | ナムコ                             |                                  |
| 2004年 | 06月24日 | ゼノサーガ エピソードII［善悪の彼岸］                    | PlayStation 2               | ナムコ                             |                                  |
| 2005年 | 05月26日 | NAMCO x CAPCOM                                           | PlayStation 2               | ナムコ                             |                                  |
| 2006年 | 02月23日 | バテン・カイトスII 始まりの翼と神々の嗣子                | ニンテンドーゲームキューブ  | 任天堂                             | トライクレッシェンドとの共同開発 |
| 2006年 | 03月30日 | ゼノサーガI・II                                          | ニンテンドーDS              | ナムコ                             |                                  |
| 2006年 | 07月6日  | ゼノサーガ エピソードIII［ツァラトゥストラはかく語りき］ | PlayStation 2               | バンダイナムコゲームス             | レーベルはナムコ                 |
| 2008年 | 02月28日 | ソーマブリンガー                                         | ニンテンドーDS              | 任天堂                             |                                  |
| 2008年 | 05月29日 | 無限のフロンティア スーパーロボット大戦OGサーガ          | ニンテンドーDS              | バンダイナムコゲームス             | レーベルはバンプレスト           |
| 2008年 | 09月25日 | DISASTER DAY OF CRISIS                                   | Wii                         | 任天堂                             |                                  |
| 2009年 | 04月29日 | ドラゴンボール改 サイヤ人来襲                            | ニンテンドーDS              | バンダイナムコゲームス             | レーベルはバンダイ               |
| 2010年 | 02月25日 | 無限のフロンティアEXCEED スーパーロボット大戦OGサーガ    | ニンテンドーDS              | バンダイナムコゲームス             | レーベルはバンプレスト           |
| 2010年 | 06月10日 | ゼノブレイド                                             | Wii                         | 任天堂                             |                                  |
| 2012年 | 10月11日 | PROJECT X ZONE                                           | ニンテンドー3DS             | バンダイナムコゲームス             | レーベルはバンプレスト           |
| 2015年 | 04月29日 | ゼノブレイドクロス                                       | Wii U                       | 任天堂                             |                                  |
| 2015年 | 11月12日 | PROJECT X ZONE 2:BRAVE NEW WORLD                         | ニンテンドー3DS             | バンダイナムコエンターテインメント |                                  |
| 2017年 | 12月01日 | ゼノブレイド2                                            | Nintendo Switch             | 任天堂                             |                                  |
| 2018年 | 09月21日 | ゼノブレイド2 黄金の国イーラ                             | Nintendo Switch             | 任天堂                             | ゼノブレイド2の追加コンテンツ    |
| 2020年 | 05月29日 | ゼノブレイド ディフィニティブ・エディション              | Nintendo Switch             | 任天堂                             | ゼノブレイドのリマスター版       |
| 2022年 | 07月29日 | ゼノブレイド3                                            | Nintendo Switch             | 任天堂                             |                                  |
| 2023年 | 04月26日 | ゼノブレイド3 新たなる未来                               | Nintendo Switch             | 任天堂                             | ゼノブレイド3の追加コンテンツ    |
| 2025年 | 03月20日 | ゼノブレイドクロス ディフィニティブ・エディション        | Nintendo Switch             | 任天堂                             | ゼノブレイドクロスのリマスター版 |

### 部分受託
| 発売年 | 発売日   | タイトル                                           | プラットフォーム      | 委託元                 |
| ------ | -------- | -------------------------------------------------- | --------------------- | ---------------------- |
| 2006年 | 01月26日 | ダージュ オブ ケルベロス ファイナルファンタジーVII | PlayStation 2         | スクウェア・エニックス |
| 2008年 | 01月31日 | 大乱闘スマッシュブラザーズX                        | Wii                   | 任天堂                 |
| 2011年 | 11月23日 | ゼルダの伝説 スカイウォードソード                  | Wii                   | 任天堂                 |
| 2012年 | 11月08日 | とびだせ どうぶつの森                              | ニンテンドー3DS       | 任天堂                 |
| 2013年 | 07月13日 | ピクミン3                                          | Wii U                 | 任天堂                 |
| 2013年 | 12月26日 | ゼルダの伝説 神々のトライフォース2                 | ニンテンドー3DS       | 任天堂                 |
| 2015年 | 05月28日 | スプラトゥーン                                     | Wii U                 | 任天堂                 |
| 2015年 | 07月30日 | どうぶつの森 ハッピーホームデザイナー              | ニンテンドー3DS       | 任天堂                 |
| 2017年 | 3月3日   | ゼルダの伝説 ブレス オブ ザ ワイルド               | Wii U Nintendo Switch | 任天堂                 |
| 2017年 | 07月21日 | スプラトゥーン2                                    | Nintendo Switch       | 任天堂                 |
| 2020年 | 03月20日 | あつまれ どうぶつの森                              | Nintendo Switch       | 任天堂                 |
| 2022年 | 10月03日 | スプラトゥーン3                                    | Nintendo Switch       | 任天堂                 |
| 2023年 | 05月12日 | ゼルダの伝説 ティアーズ オブ ザ キングダム         | Nintendo Switch       | 任天堂                 |
| 2025年 | 06月05日 | マリオカート ワールド                              | Nintendo Switch 2     | 任天堂                 |

## スクウェア出身社員
代表取締役
- 杉浦博英（創業者）

取締役
- 高橋哲哉（創業者）
- 本根康之（創業者）
- 蘒原智洋
- 野村匡

その他
- 新井考
- 板井克倫
- 内山博
- 臼田忠泰
- 壁雅弘
- 小出慎二
- 島本誠
- 堂本篤史
- 高橋英治
- 高見典宏
- 松澤高広
- 矢島利明
- 山川秋信

## スタッフ
現在
- 小島幸
- 川畑真吾
- ヤマザキマサハル

過去
- 森住惣一郎
- 石谷浩二
- 小野圭一
- 犬飼泰三